# W. Emil Schröder
Wilhelm Otto Emil Schröder (* 2. Januar 1896 in Schönholz/Melchow im Oberbarnim; † 8. Januar 1977 in Steinheim, Westfalen), meist W. Emil Schröder, war ein deutscher Journalist und Schriftsteller. Er schrieb auch unter den Pseudonymen Cnorcus, Dr. Fafnir, Emil Rath und Eusebius Klabums.

## Leben
Schröder stammte aus dem Barnim. Er ging nach Berlin. Er besuchte die Volks- und Mittelschule. Zunächst hatte Schröder die Absicht, Volksschullehrer zu werden, und besuchte Präparandenanstalt und Lehrerseminar. An der Universität Berlin belegte er vier Semester Philologie und Nationalökonomie. Bei Ausbruch des Ersten Weltkriegs 1914 meldete sich Schröder freiwillig an die Front. Er diente an der Ostfront in Galizien (heute Ukraine) und später an der Westfront in Frankreich. Er wurde mehrmals verwundet. Im Frühjahr 1917 geriet er in französische Gefangenschaft. Er wurde erst nach Kriegsende entlassen. Schröder hatte bereits im Alter von elf Jahren ein erstes Stenografie-System erlernt, später einen Lehrgang besucht und sich autodidaktisch während des Krieges weitergebildet. Nach Kriegsende setzte er die Lehrerausbildung nicht fort, sondern bewarb sich als Geschäftsstenograf bei einem Industriekonzern. Er wechselte später als Telefonstenograf in eine Berliner Depeschenagentur, für die er zeitweise das Büro in Rostock für den skandinavischen Dienst leitete.
Um 1920 lebte Schröder mit seiner Ehefrau Anna Marie Martha geb. Schulze (* 1898) und einem Kind in der Bülowstraße 88 in Berlin-Schöneberg. Er arbeitete für Zeitungen und Nachrichtenagenturen als Telefon-Stenograf, der eingehende Korrespondentenberichte aufnahm, und Schlussredakteur. Er hatte englische, französische und spanische Sprachkenntnisse. Seine Erfahrungen als Telefon-Stenograf im Berliner Journalismus stellte er humorvoll in dem Buch Die Jagd nach der Minute (1926) dar.
Seine Kontakte in die Zeitungswelt ermöglichten ihm erste Gehversuche als Schriftsteller. Ab 1920 bis 1933 machte sich Schröder unter verschiedenen Pseudonymen (Cnorcus, Dr. Fafnir, Emil Rath und Eusebius Klabums) einen Namen mit Kurzgeschichten, Satire- und Humor-Beiträgen, unter anderem bei Ullsteins Berliner Morgenpost und im sozialdemokratischen Vorwärts. Schließlich stieg er selbst in den Journalismus ein. Von 1929 bis 1933 arbeitete Schröder als Redakteur der Spandauer SPD-Tageszeitung Volksblatt für Spandau und Osthavelland. Dessen Chefredakteur war Erich Lezinsky, der nach dem Zweiten Weltkrieg das Spandauer Volksblatt verlegte und Schröder abermals einstellte.
Die Nationalsozialisten verboten das SPD-Volksblatt 1933. Das nationalsozialistische Schriftleitergesetz schloss ab 1934 sozialdemokratische Redakteure von der Anstellung bei Zeitungsverlagen aus. Auch die Tätigkeit als Pressestenograf wurde politisch erschwert; Schröder schied 1935 aus dem Berufsverband aus. Schröder machte sich mit einem Verlag und Pressebüro selbstständig. Er gab 1933 den Stadtführer Spandau in der Hand heraus, der in seinem Verlag Der Auslandsspiegel (auch: Der Ausland-Spiegel) erschien. Der Verlag, zunächst in Spandau, später in der Wilhelmstraße 42 in Mitte, war auch eine Art Pressebüro, das Schröder zeitweise gemeinsam mit dem früheren Ullstein-Redakteur Hans Herz betrieb, welches ausländischen Korrespondenten und Zeitungen unzensierte Reden nationalsozialistischer Politiker und Funktionäre beschaffte. Schröder arbeitete 1939 bis 1941 etwa als Zuarbeiter für die amerikanische Berlin-Korrespondentin Sigrid Schultz (Chicago Tribune), wie aus ihrem Nachlass hervorgeht. Von 1941 bis 1945 war er in ähnlicher Weise für die japanische Tageszeitung Tokyo Nichi Nichi Shimbun (ab 1943: Mainichi Shimbun) tätig.
Seine journalistischen Aktivitäten und Auslandskontakte wurden jedoch jahrelang von der Polizei beobachtet. Schröder wurde verhaftet und 1935/36 vorübergehend in ein Konzentrationslager gesperrt.
Nach dem Zweiten Weltkrieg, spätestens ab Januar 1946, wurde Schröder in Potsdam Chefredakteur der Wochenzeitung, später Tageszeitung Der Märker, dem Organ der SPD für die Provinz Mark Brandenburg in der Sowjetisch Besetzten Zone. Durch die Zwangsvereinigung von SPD und KPD zur SED wurden auch die Parteizeitungen zusammengelegt. Der Märker erschien bis Mitte April 1946 und ging in der bisherigen KPD-Zeitung Märkische Volksstimme auf, welche nun zum SED-Organ wurde. Von Mai bis Juli 1946 gehörte Schröder dort zur Redaktionsleitung.
Schröder arbeitete vorübergehend bei einer britischen Dienststelle mit, die im Auftrag der Militärregierung (Publications Branch, British Information Services) eine wöchentliche Presseschau Die Brücke aus britischen Zeitungen in deutscher Sprache erstellte.
Dann wechselte er zum Spandauer Volksblatt. Schröders früherer Chef Erich Lezinsky hatte im März 1946 im britischen Sektor eine Zeitungslizenz der Militärregierung erhalten und baute den Nachfolger des SPD-Volksblatts auf, dessen Chefredakteur er vor 1933 gewesen war. Schröder stand Lezinsky bis zu dessen Tod 1952 und danach Lezinskys Witwe, die den Verlag weiterführte, als Stellvertreter und leitender Redakteur zur Seite. Beachtung fanden nicht zuletzt seine außenpolitischen Leitartikel, bis er 1959 in den Ruhestand trat. Er wurde von Nachkriegskollegen mehrfach als profilierter Journalist gewürdigt.
Als Nebentätigkeit war er als Berlin-Korrespondent des amerikanischen Magazins The New Leader tätig. Gelegentlich schrieb Schröder in den 1960er Jahren politische Beiträge für die in Bonn erscheinende SPD-Korrespondenz Sozialdemokratischer Pressedienst.
Schröder, der Berlin verließ und seine Wahlheimat im westfälischen Steinheim fand, wandte sich im Ruhestand stärker der Lyrik, Belletristik und Sprachpflege zu. Er engagierte sich in den 1960ern und frühen 1970er Jahren bei mehreren literarischen Vereinigungen und Schriftstellerverbänden. Er gab die kleinen Zeitschriften Stil und Sprache. Monatliche Korrespondenz zur Pflege von Sprache und Stil sowie Der Autor heraus.
Bei der Gründungsversammlung der Interessengemeinschaft deutschsprachiger Autoren (IGdA) am 20. Mai 1967 wurde Schröder zum Geschäftsführer gewählt. Später wurde er Ehrenpräsident. 1968 war er einer der Mitgründer der Arbeitsgemeinschaft junger Publizisten (Arjupust). 1970 stieß er zur Regensburger Schriftsteller-Gruppe (RSH). Außerdem war er spätestens 1971 Mitglied der Gesellschaft für deutsche Sprache (GfdS).
Er lebte zuletzt Am Silberberg 12 in Steinheim (Westfalen). Dort starb Schröder.

## Werke

### Bücher
- W. Emil Schröder, 1926. Die Jagd nach der Minute. Wolfenbüttel: Heckners Verlag
- W. Emil Schröder, 1924. Das Flügelschiff. Berlin: A. Kunow in Komm.
- Emil Rath-Schönholz [d. i. W. Emil Schröder], 1923. Der große Unbekannte und andere Skizzen und Gedichte. [in stenografischer Schrift] Berlin: Lehrmittel-Verlag d. Hauptverbandes Arendsscher Stenographen A. Kunow
- W. Emil Schröder [Übersetzer], 1925. Hinter den Kulissen des französischen Journalismus von einem Pariser Chefredakteur [Übers. aus dem Französischen] Berlin: Deutsche Rundschau (DNB 574825924)
- W. Emil Schröder [Hrsg.], 1933. Spandau in der Hand. Führer durch Spandau, Gatow, Kladow, Siemensstadt, Hennigsdorf, Schönwalde, Velten, Staaken, Falkensee, Brieselang und Grunewald mit neuestem Stadtplan. Berlin-Spandau: Verlag Der Auslandsspiegel.
- W. Emil Schröder [Hrsg.], 1951. Volksblatt-Kalender. Berlin-Spandau: Lezinsky
- Emil Rath [d. i. W. Emil Schröder], René Marti, Ruth Mayer, Erhard Alban Roth, Christian Roth, 1970. Die fünf Unbekannten: Lyrik und Prosa. Langnau am Albis: Christian Roth [von Emil Rath u. a. Gedicht „An Beethovens Todestag“]
- Emil Rath [d. i. W. Emil Schröder], 1975. Requiem für eine geliebte Frau. Bünde: Sieber

### Artikel (Auswahl)
- W. Emil Schröder, 4. März 1966. „Vor 20 Jahren: Totengräber der Freiheit. Die Gleichschaltung der Presse in der sowjetischen Besatzungszone“. Sozialdemokratischer Pressedienst P/XXI/44, S. 3–7. Volltext als PDF bei Friedrich-Ebert-Stiftung
- W. Emil Schröder, 1968, 2. Juli. „Das ‚schwarze Dilemma‘. Was geschieht in den USA zur Lösung der Rassenprobleme?“ Sozialdemokratischer Pressedienst P/XXIII/121, S. 3–4. Volltext als PDF bei Friedrich-Ebert-Stiftung
- W. Emil Schröder, 1968. „Der Journalist und die Kurzschrift“. Journalist 18, S. 31

### Satiren, Humoresken, Kurzgeschichten, Lyrik (Auswahl)
- Eusebius Klabums [d. i. W. Emil Schröder], 1925, 28. Juni. „Der Radiotenkrieg“ [Gedicht]. Der Deutsche Rundfunk 3. Jg., Nr. 26, S. 1643
- Eusebius Klabums [d. i. W. Emil Schröder], 1926 „Der schlaue Schmuggler“ – Schwäbischer Erzähler Heimatbeilage der Memminger Zeitung Jg. Nr. 9
- Eusebius Klabums [d. i. W. Emil Schröder], 1928. „Das glückhafte Raketenschiff“ [Utopeske] Schwäbischer Erzähler Heimatbeilage der Memminger Zeitung Jg. Nr. 37
- Eusebius Klabums [d. i. W. Emil Schröder], 1928. „Auf amerikanischer Welle“ [Aphorismen] Schwäbischer Erzähler Heimatbeilage der Memminger Zeitung Jg. Nr. 34
- Eusebius Klabums [d. i. W. Emil Schröder], 1930. Zwei Männer blasen Waldhorn. Erzählung. Alpenländische Musiker-Zeitung 1. Jg., Folge 2/3, S. 28–30 [Kurzgeschichte] Volltext bei Landesbibliothek Oberösterreich
- Eusebius Klabums [d. i. W. Emil Schröder], 1930, 12. Mai. „Vor Kofferdieben wird gewarnt!“ Lübecker Volksbote Tageszeitung für das arbeitende Volk, 37. Jg., Nr. 109, S. 3. [Kurzgeschichte] Volltext als PDF bei Friedrich-Ebert-Stiftung

### Hörspiel
- 1949 /1950: Das Gespensterschiff, Hörspiel[11]